# Paraclinus naeorhegmis
Paraclinus naeorhegmis is een straalvinnige vissensoort uit de familie van slijmvissen (Labrisomidae). De wetenschappelijke naam van de soort is voor het eerst geldig gepubliceerd in 1960 door Böhlke.